# オードヴィー
オードヴィー、オー・ド・ヴィー（フランス語: eau-de-vie）は、フランスにおける酒のカテゴリーの1種。

## 概要
酒を製造方法で、醸造酒・蒸留酒・混成酒に分類したときは、混成酒に含まれる。
リキュールの一種であり、蒸留酒に香りづけしたものであるが、香草や薬草ではなく、果実を使うフルーツブランデーである。フルーツブランデーの中にはコアントローのように果皮を用いたものもあるが、オードヴィーは果皮ではなく、果肉を用いたもので、原料にブドウ以外の果実を使った蒸留酒である。
リンゴで作るカルヴァドス、洋ナシで作るポワール・ウィリアムス、サクランボで作るキルシュ、キイチゴから作るフランボワーズなどが含まれる。日本の梅酒も本カテゴリーに含まれる。

## 名称と歴史
「オードヴィー」を日本語に直訳すると「命の水」の意になる。この語は、ラテン語の「アクア・ヴィテ（ラテン語: aqua-vitae）」から来ており、同様にラテン語の「アクア・ヴィテ」からは、ゲール語で「ウィシュケ・ビャハ（uisge beatha）」となってウイスキーの語源となったり、ロシア語で「ジーズネンナヤ・ヴァダー」となってウォッカの語源ともなっている。
13世紀から14世紀のスペインでは錬金術師がワインを蒸留したものを「不死の霊酒」として売り出したところ、ペストの予防薬「オードヴィー」と呼ばれるようになり、ヨーロッパ各地で評判となった。
フランスでオードヴィーが日常的に飲まれるようになったのは、17世紀末ごろからである。

## オー・ド・ヴィー・ド・ヴァン
フレンチブランデー（フランス産ブランデー）のうち、コニャック、アルマニャック以外のものをオー・ド・ヴィー・ド・ヴァン（eau-de-vie de vin）と呼んで区別している。

## オー・ド・ヴィー・ド・マール
オー・ド・ヴィー・ド・マール（eau-de-vie de marc）、または単にマールは、ワイン醸造後にできる発酵後のブドウの残りかす（ポマース）を蒸留してつくったブランデー。